# Луїс Марія Чіаппе
Луїс Марія Чіаппе (ісп. Luis María Chiappe; народився 18 червня 1962 в Буенос-Айресі) — аргентинський палеонтолог, відомий відкриттям перших місць гніздування зауроподів у пустинних землях Патагонії у 1997 році та роботою про походження та ранню еволюцію мезозойських птахів. Працює віцепрезидентом з досліджень і колекцій у Музеї природної історії округу Лос-Анджелес і директором Інституту динозаврів при музеї. Після імміграції з Аргентини він працював в Американському музеї природної історії в Нью-Йорку. Чіаппе є куратором Залу динозаврів у Музеї природознавства округу Лос-Анджелес, ад'юнкт-професором Університету Південної Каліфорнії, консультантом BBC та автором наукових і популярних книг.
Також він є стипендіатом Меморіального фонду Джона Саймона Гуггенхайма, лауреатом Фонду Александра Гумбольдта та науковим співробітником Китайської академії геологічних наук у Пекіні.

## Академічний внесок
Чіаппе опублікував близько 200 статей у рецензованих журналах із понад 12 000 цитуваннями. Він має численні публікації в відомих наукових журналах, зокрема Annual Review of Ecology and Systematics, Current Biology, Gondwana Research, Nature, Nature Communications, Proceedings of the Royal Society B: Biological Sciences, Science і Scientific Reports. Він відомий великою роботою з походження та ранньої еволюції птахів, хоча він також добре відомий завдяки роботі з місцями гніздування завроподів та ембріонами з Патагонії, про які він написав кілька книг і статей, та ембріонами птерозаврів.
Нижче наведено список таксонів, в описанні яких взяв участь Чіаппе:
| Year | Taxon                                           | Authors                                                                    |
| ---- | ----------------------------------------------- | -------------------------------------------------------------------------- |
| 2019 | Gretcheniao sinensis gen. et sp. nov.           | Chiappe, Qingjin, Serrano, Sigurdsen, Min, Bell, & Di                      |
| 2019 | Elektorornis chenguangi gen. et sp. nov.        | Xing, O'Connor, Chiappe, McKellar, Carroll, Hu, Bai, & Lei                 |
| 2019 | Orienantius ritteri gen. et sp.. nov.           | Liu, Chiappe, Zhang, Serrano, & Meng                                       |
| 2015 | Fumicollis hoffmani gen. et sp. nov.            | Bell & Chiappe                                                             |
| 2014 | Gansus zheni sp. nov.                           | Liu, Chiappe, Zhang, Bell, Meng, Ji, & Wang                                |
| 2014 | Changyuraptor yangi gen. et sp. nov.            | Han, Chiappe, Ji, Habib, Turner, Chinsamy, Liu, & Han                      |
| 2013 | Zhouornis hani sp. nov.                         | Zhang, Chiappe, Han, & Chinsamy                                            |
| 2013 | Overosaurus paradasorum gen. et sp. nov.        | Coria, Filippi, Chiappe, Garcia, & Arcucci                                 |
| 2013 | Sulcavis geeorum, gen. et sp. nov.              | O'Connor, Zhang, Chiappe, Meng, Quanguo, & Di                              |
| 2010 | Morsoravis sedilis gen. et sp. nov.             | Bertelli, Lindow, Dyke, & Chiappe                                          |
| 2010 | Shenqiornis mengi gen. et sp. nov.              | Wang, O'Connor, Zhao, Chiappe, Gao, & Cheng                                |
| 2010 | Longicrusavis houi gen. et sp. nov.             | O'Connor, Gao, & Chiappe                                                   |
| 2010 | Hollanda luceria gen. et sp. nov.               | Bell, Chiappe, Erickson, Suzuki, Watabe, Barsbold, Tsogtbaatar             |
| 2008 | Zhongornis haoae gen. et sp. nov.               | Gao, Chiappe, Meng, O'Connor, Wang, Cheng, & Liu                           |
| 2007 | Kelenken guillermoi gen. et sp. nov.            | Bertelli, Chiappe, & Tambussi                                              |
| 2007 | Elsornis keni gen. et sp. nov.                  | Chiappe, Suzuki, Dyke, Watabe, Tsogtbaatar, & Barsbold                     |
| 2006 | Dalingheornis liweii gen. et sp. nov.           | Zihui, Lianhai, Yoshikasu, O'Connor, Martin, & Chiappe                     |
| 2006 | Juravenator starki gen. et sp. nov.             | Göhlich & Chiappe, 2006                                                    |
| 2002 | Aucasaurus garridoi gen. et sp. nov.            | Coria, Chiappe, & Dingus                                                   |
| 2002 | Halimornis thompsoni gen. et sp. nov.           | Chiappe, Lamb, & Ericson                                                   |
| 2001 | Limenavis patagonica gen. et sp. nov.           | Clarke & Chiappe                                                           |
| 1999 | Changchengornis hengdaoziensis gen. et sp. nov. | Qiang, Chiappe, & Shu' An                                                  |
| 1998 | Shuvuuia deserti gen. et sp. nov.               | Chiappe, Norell, & Clark                                                   |
| 1996 | Vorona berivotrensis gen. et sp. nov.           | Forster, Chiappe, Krause, & Sampson                                        |
| 1996 | Eoalulavis hoyasi gen. et sp. nov.              | Sanz, Chiappe, Pérez-Moreno, Buscalioni, Moratalla, Ortega, & Poyato-Ariza |
| 1995 | Avisaurus gloriae sp. nov.                      | Varrichio & Chiappe                                                        |
| 1994 | Neuquenornis volans gen. et sp. nov.            | Chiappe & Calvo                                                            |
| 1993 | Mononychus olecranus gen. et sp. nov.           | Altangerel, Norell, Chiappe, & Clark                                       |
| 1988 | Amargasuchus minor gen. et sp. nov.             | Chiappe                                                                    |
| 1988 | Caiman tremembensis sp. nov.                    | Chiappe                                                                    |

### Книги
- Chiappe, L.M.; Qingjin, M. 2016. Birds of Stone. (Johns Hopkins University Press, 2016), ISBN 978-1421420240.
- Chiappe, L.M. 2007. Glorified Dinosaurs: The Origin and Early Evolution of Birds. (Wiley-Liss,2007), ISBN 978-0471247234.
- Dingus, L.; Chiappe, L.M. The Tiniest Giants: Discovering Dinosaur Eggs (Doubleday Books, 1999), ISBN 0385326424.
- Chiappe, L.M.; Dingus, L. Walking on Eggs: The Astonishing Discovery of Thousands of Dinosaur Eggs in the Badlands of Patagonia (Scribner, 2001), ISBN 0-7432-1377-7.
- Chiappe, L.M.; Dingus, L. The Lost Dinosaurs: The Astonishing Discovery of the World's Largest Prehistoric Nesting Ground (Abacus, 2002), ISBN 0-3491-1351-3
- Chiappe, L.M.; Witmer L. Mesozoic Birds: Above the Heads of Dinosaurs (University of California Press, 2002), ISBN 0-520-20094-2.

## У масовій культурі
Чіаппе знявся у документальному фільмі BBC 2016 року «Аттенборо та гігантський динозавр», який показує Девіду Аттенборо місце гніздування динозаврів в Аука Мауево та яйця з цього місця в Музеї Кармен Фунес.